# Antioh moldvai fejedelem

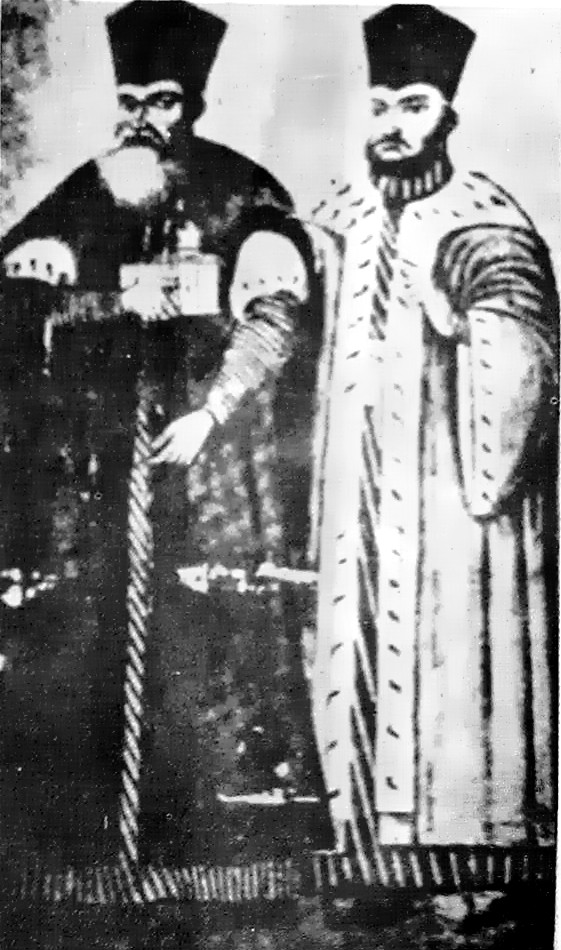
Antioh Cantemir

Antioh Cantemir (1670. december 4. – 1726.) Moldva fejedelme volt 1695. december 8.  – 1700. szeptember 14. illetve 1705. február 12. – 1707. július 20. között, Constantin Cantemir fia, Dimitrie Cantemir testvére.
Testvérével, Dimitrie Cantemirrel összeesküvést szőtt Constantin Duca ellen, aki a havasalföldi Constantin Brâncoveanu segítségével került trónra Dimitrie Cantemir ellenében. Apjától eltérően, a lengyelekkel jó barátságban volt, és szövetséget tervezett I. Péter orosz cárral a törökök ellen. Az első uralkodása idején, 1669-ben kötötték meg a karlócai békét, amelynek egyik következményeképpen a lengyeleknek ki kellett vonulniuk a megszállt moldvai területekről.
Noha második uralkodása idején súlyos adókat vetett ki az országra, népszerű uralkodó volt. 1705-ben kolostort építtetett a Milkó folyó mellett, Méra faluban (Vrancea megye). 1707-ben akadémiát alapított Iașiban.
Ion Neculce krónikás szerint nagy testű, derék, jóképű, megállapodott gondolkodású, igazságos ítéletű ember volt, nem volt mohó, nem szerette a hazugságot és a ravaszkodást; jó vadász és katona volt.

## Fordítás
Ez a szócikk részben vagy egészben az Antioh Cantemir című román Wikipédia-szócikk ezen változatának fordításán alapul.  Az eredeti cikk szerkesztőit annak laptörténete sorolja fel. Ez a jelzés csupán a megfogalmazás eredetét és a szerzői jogokat jelzi, nem szolgál a cikkben szereplő információk forrásmegjelöléseként.